# Anomophysis ellioti
Anomophysis ellioti is een keversoort uit de familie van de boktorren (Cerambycidae). De wetenschappelijke naam van de soort werd in 1884 als Macrotoma ellioti gepubliceerd door Charles Owen Waterhouse.